# Bugrasi
Bugrasi es  un pueblo y nagar Panchayat situado en el distrito de Bulandshahr en el estado de Uttar Pradesh (India). Su población es de 14992 habitantes (2011). 

## Demografía
Según el  censo de 2011 la población de Bugrasi era de 14992 habitantes, de los cuales 7813 eran hombres y 7179 eran mujeres. Bugrasi tiene una tasa media de alfabetización del 63,19%, inferior a la media estatal del 67,68%: la alfabetización masculina es del 74,63%, y la alfabetización femenina del 50,62%.